# Torrskogs kyrka
Torrskogs kyrka är en kyrkobyggnad i Torrskogs församling i Karlstads stift. Den ligger på en utskjutande udde av Lelångens västra strand två mil norr om centralorten i Bengtsfors kommun.

## Kyrkobyggnaden
Kyrkan har en stomme av sten och består av rektangulärt långhus med tresidigt kor i öster. Vid sydöstra sidan finns en vidbyggd sakristia och vid västra kortsidan ett kyrktorn. Ingången ligger i väster och går via tornets bottenvåning. Kyrkans planform är i stort sett bevarad från byggnadstiden. Långhuset täcks av ett brant, skiffertäckt sadeltak, som är valmat över det tresidiga koret. Tornet har en spira klädd med kopparplåt och kröns med ett kopparkors. Ytterväggar såväl som innerväggar är vitputsade och genombryts av rundbågiga fönsteröppningar. Kyrkorummet täcks av ett trätunnvalv, med svagt markerad taklist.

### Tillkomst och ombyggnader
Nuvarande stenkyrka uppfördes 1767–1768 av byggmästare Olof Håkansson och ersatte en äldre träkyrka som låg på samma plats. Kyrkplatsen har sannolikt ett medeltida ursprung. Enligt folklig tradition låg en stavkyrka på Tornäset en halvmil norrut på en udde i Lelången. Nuvarande kyrka uppfördes redan från början med kyrktorn i väster. Först år 1894 byggdes kyrktornets övre del om till sitt nuvarande utseende. Tornet, som från början var rundat och spånklätt, fullbordades i medeltida stil med dubbla ljusöppningar och byggdes på med en hög spira klädd med kopparplåt. Sakristian byggdes på 1890-talet och ersatte en ursprunglig sakristia på kyrkans östra gavel. Kyrkans exteriör är framförallt resultat av omfattande förändringar under 1800-talets andra hälft. 1862 förstorades fönstren och fick sin nuvarande rundbågiga form.

### 1900-talets ombyggnader
En omfattande restaurering genomfördes 1937–1938 efter program av arkitekt Ärland Noreen. Ett korfönster från 1895 murades igen och ett par runda fönster till läktaren sattes igen. Kyrkorummet fick nytt trägolv och bänkarna byggdes om. Ett dopaltare sattes upp i södra delen av koret. Kyrkans ytterdörrar kläddes med kopparplåt. Ett nytt värmesystem med lågtrycksånga tillkom och ett pannrum byggdes under sakristian. 1962 ersattes detta värmesystem med elvärme. En stor renovering av interiören genomfördes 1989 då kyrkorummet fick sin nuvarande färgsättning med marmoreringar och ådringsmålningar. En yttre renovering genomfördes 1998 då taket lades om och man lät använda takskiffer från 1840-talet. Ytterväggarna blästrades, lagades och målades om. Samtidigt renoverades kyrkogårdsmurens båda stigluckor.

## Inventarier

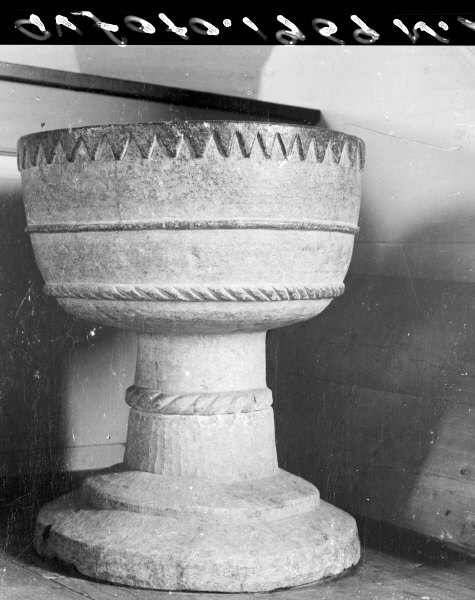
Dopfunten.

- Vid korets södra sida, framför ett dopaltare från 1938–1939, finns en dopfunt av täljsten  från 1200-talet. Höjd 72 cm i två delar. Cuppan är kittelformad med skaft och har överst en bård med spetsfliksmönster. I mitten finns en rundstav och längst ned en repstav. Foten med skaft är av en vanlig typ utan ornamentik förutom en repstav på skaftet. Utömningshål finns i funtens mitt. Föremålen är relativt väl bibehållna.[1]
- En madonnafigur i trä härstammar från 1300-talet och var ursprungligen målad och förgylld.
- Predikstolen i bondbarock kom till kyrkan 1790 och tillverkades möjligen av Hugo Svanberg. Korgen är prydd med evangelistfigurer och växtornamentik. Baldakinen pryds med keruber och festonger.

### Klockor
- Storklockan gjuten 1824.
- Lillklockan är senmedeltida och har ingen utsmyckning utöver ett tomt skriftband.[2]

### Orgel
- 1931 byggde Olof Hammarberg, Göteborg en orgel med 10 stämmor.
- De nuvarande mekaniska orgeln, som är placerad på läktaren i väster, är tillverkades 1968 av E A Setterquist & Son, Örebro och är den sista orgel i stiftet som byggts av den firman. Instrumentet har en ljudande fasad och tretton stämmor fördelade på två manualer och pedal.[3] Orgeln renoverades 1989 av Jan-Erik Straubel, Karlstad. Orgeln har ett tonomfång på 56/30.

| Huvudverk I     | Svällverk II      | Pedal       | Koppel |
| Rörflöjt 8´     | Gedackt 8´        | Subbas 16´  | I/P    |
| Principal 4´    | Rörflöjt 4'       | Borduna 8'  | II/P   |
| Täckflöjt 4'    | Principal 2'      | Koralbas 4' | II/I   |
| Gemshorn 2'     | Cymbel 2 chor     |             |        |
| Mixtur 3-4 chor | Dulcian 8'        |             |        |
|                 | Crescendosvällare |             |        |

## Bilder

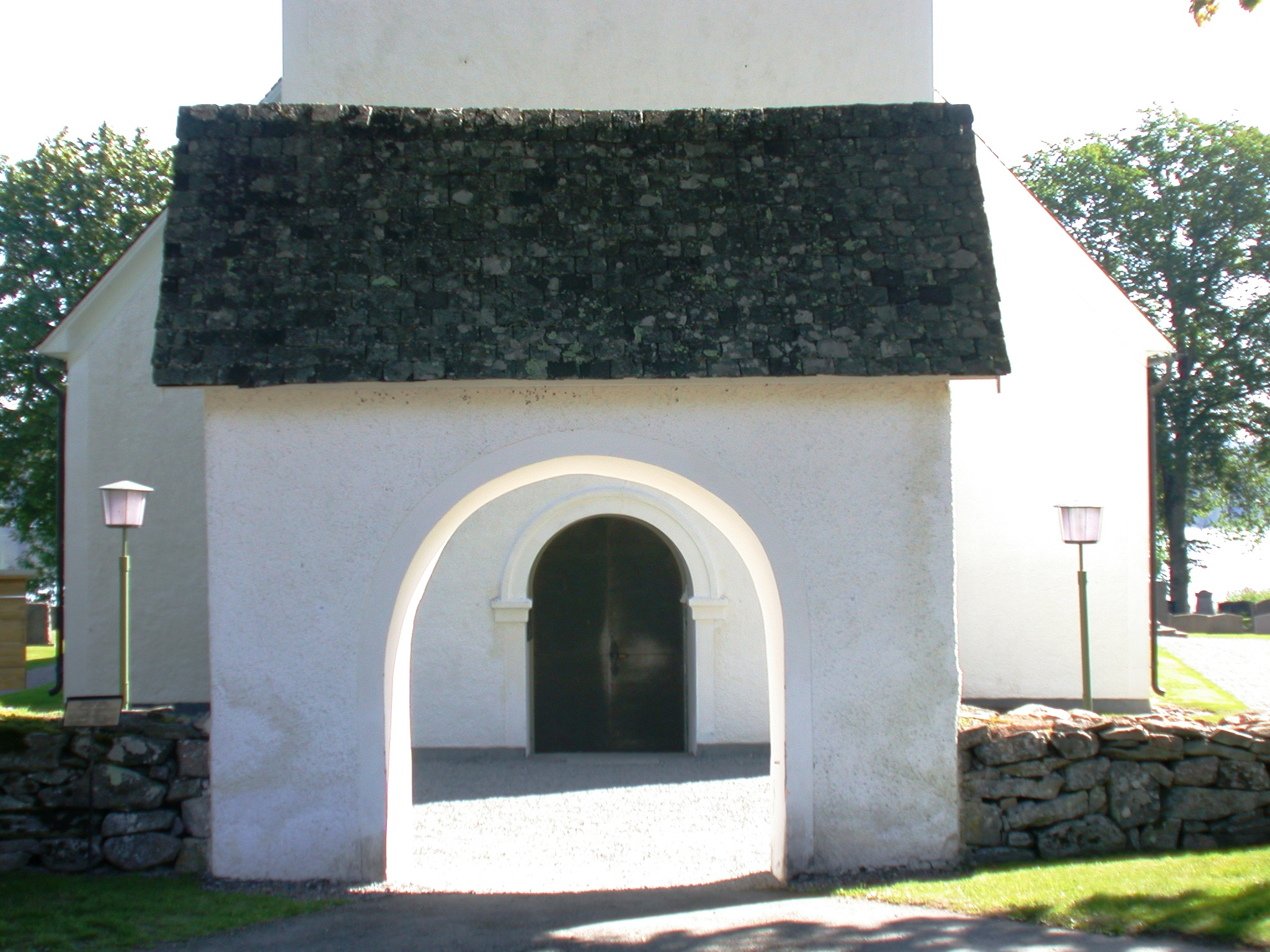
Stigluckan
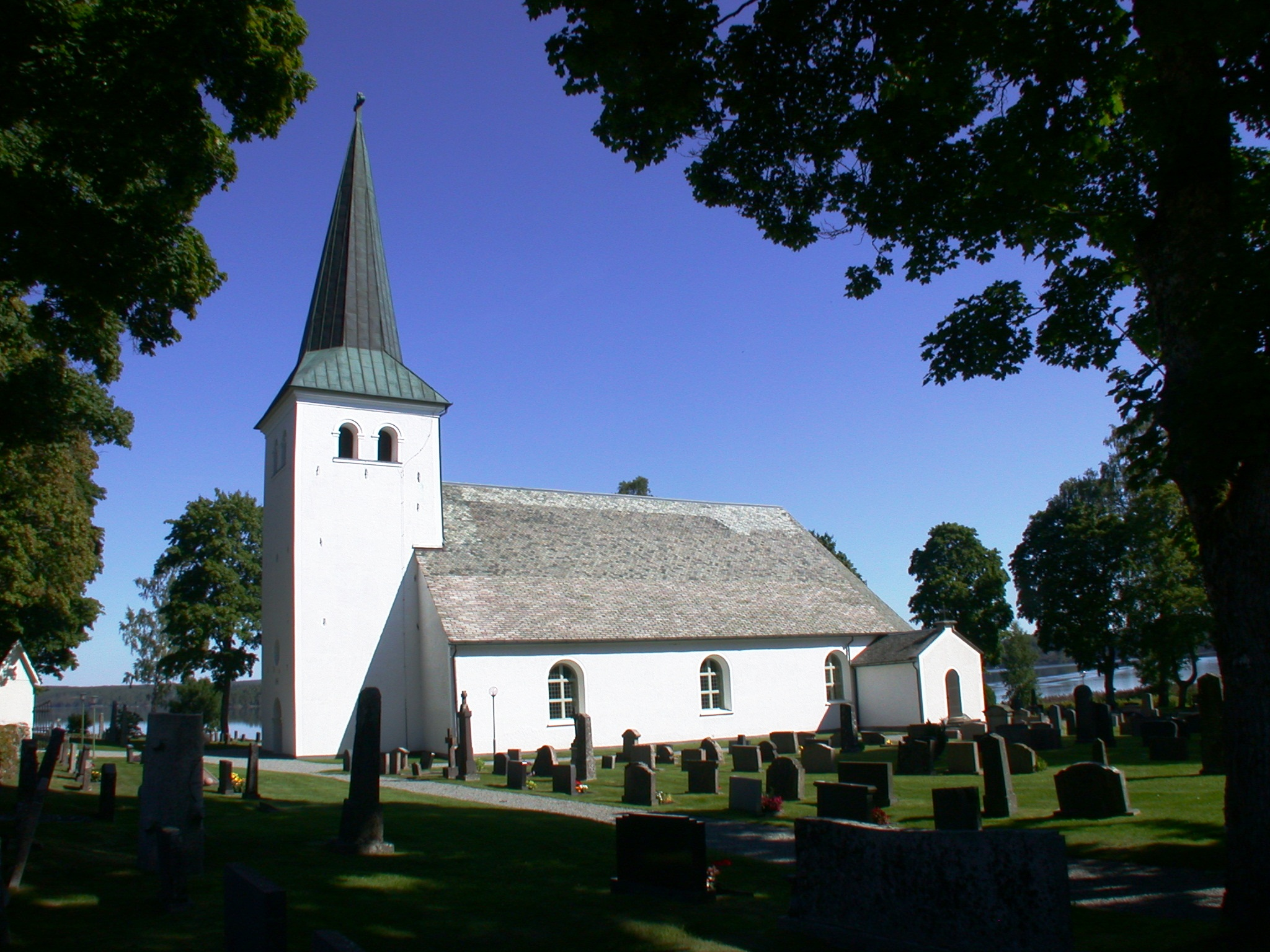
Torrskogs kyrka från SO
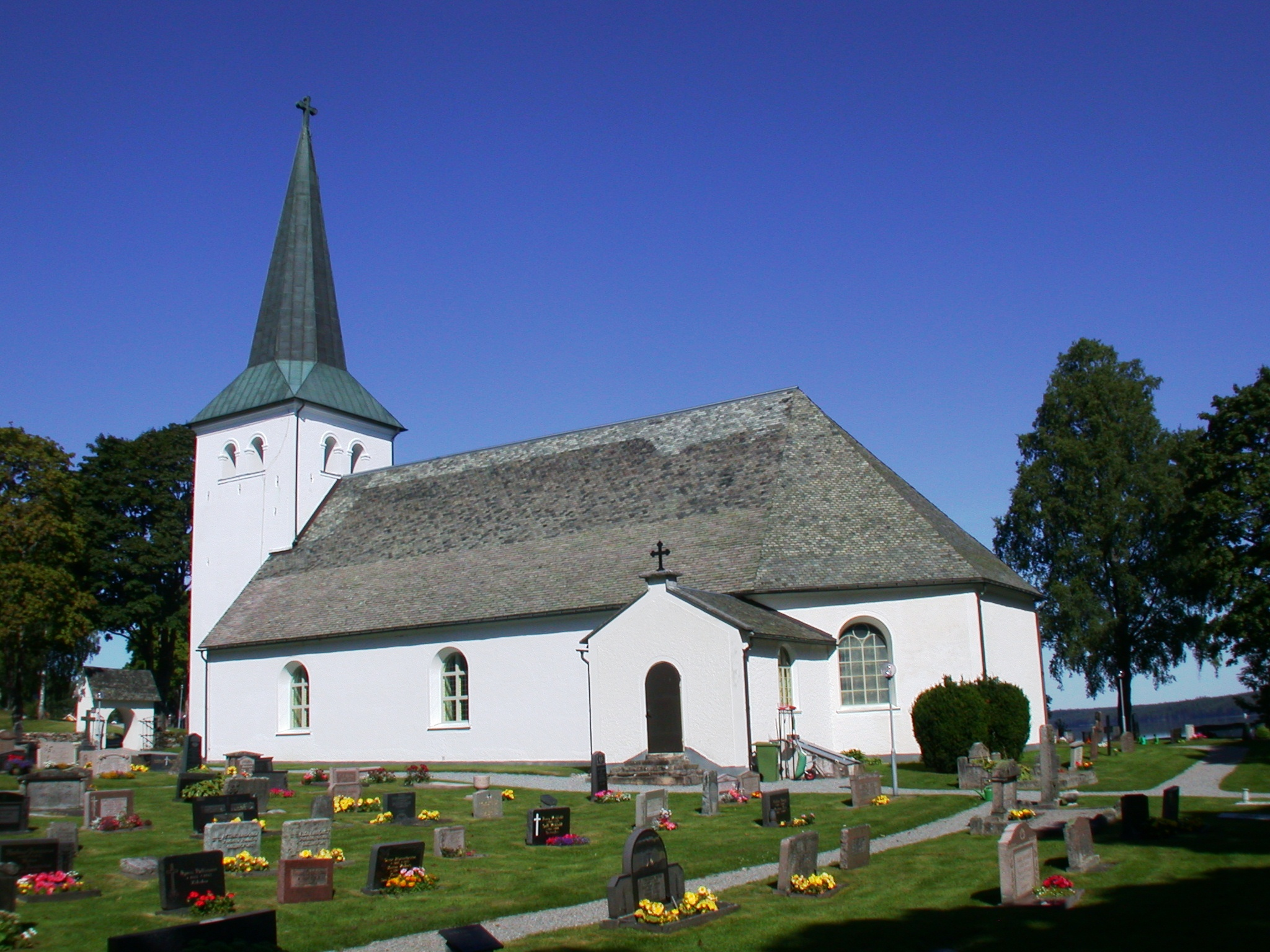
Torrskogskyrka från SV